# Чемпіонат світу з футболу 2022 (кваліфікаційний раунд, АФК, Другий раунд)
Другий раунд АФК — етап азійської частини кваліфікації Чемпіонату світу ФІФА 2022, який також слугує відбором до Кубку Азії 2023, почався 5 вересня 2019 та закінчився 15 червня 2021.

## Формат
40 учасників було розділено жеребкуванням на 8 груп по 5 команд, в кожній з яких команди грають одна з одною вдома та на виїзді. Серед учасників 34 команди (з 1 по 34 місце у списку учасників АФК), які потрапили до цього раунду напряму та 6 переможців Першого раунду.
8 переможців груп та 4 кращих команд серед других місць потрапляють до Третього раунду. Якщо Катар, господарі Чемпіонату світу, стануть переможцями групи, або будуть серед 4 найкращих других місць, їх місце у Третьому раунді відійде до 5-ї найкращої команди серед других місць.
Цей раунд є також частиною відбору до Кубку Азії 2023. 12 команд, що пройдуть до Третього раунду кваліфікації Чемпіонату світу 2022, автоматично потрапляють до Кубку Азії 2023. Решта команд цього раунду визначать, хто отримає останні 12 путівок, у Третьому раунді кваліфікації Кубку Азії 2023. В загалом, до Кубку Азії 2023 потрапляють 24 команди.

## Жеребкування
Жеребкування першого раунду відбулося 17 липня 2019 о 17:00 (UTC+8) у Будинку АФК в  Куала-Лумпурі.
Команди були поділені на кошики згідно з позицією в рейтингу ФІФА за червень 2019 (в таблиці вказаний в дужках).
Примітка: Жирним шрифтом виділено команди, які пройшли до третього раунду.
| Кошик 1 | Кошик 2 | Кошик 3 | Кошик 4 | Кошик 5 |
| --- | --- | --- | --- | --- |
| 1. Іран (20) 2. Японія (28) 3. Південна Корея (37) 4. Австралія (43) 5. Катар (55) 6. ОАЕ (67) 7. Саудівська Аравія (69) 8. КНР (73) | 1. Ірак (77) 2. Узбекистан (82) 3. Сирія (85) 4. Оман (86) 5. Ліван (86) 6. Киргизстан (95) 7. В'єтнам (96) 8. Йорданія (98) | 1. Палестина (100) 2. Індія (101) 3. Бахрейн (110) 4. Таїланд (116) 5. Таджикистан (120) 6. Північна Корея (122)з 7. Китайський Тайбей (125) 8. Філіппіни (126) | 1. Туркменістан (135) 2. М'янма (138) 3. Гонконг (141) 4. Ємен (144) 5. Афганістан (149) 6. Мальдіви (151) 7. Кувейт (156) 8. Малайзія (159)† | 1. Індонезія (160) 2. Сінгапур (162) 3. Непал (165) 4. Камбоджа (169)† 5. Бангладеш (183)† 6. Монголія (187)† 7. Гуам (190)† 8. Шрі-Ланка (201)† |

† Переможці першого раунду

з Знялися зі змагання

## Розклад
5 березня 2020 ФІФА оголосили, що будуть стежити за епідеміологічною ситуацією в регіоні з можливим перенесенням турів з 7 по 10 через пандемію COVID-19. 9 березня 2020 ФІФА та АФК заявили, що матчі турів 7–10, які були заплановані на березень та червень 2020 переносяться, а нові дати буде затверджено пізніше. Тим не менш, у разі згоди ФІФА та АФК та домовленістю між двома асоціаціями, матч між ними може відбутися, за умови безпека усім учасникам забезпечена у відповідності до стандартів. 5 червня 2020 АФК підтвердили, що матчі 7 та 8 туру були перенесені на 8 та 13 жовтня відповідно, а 9 та 10 туру — на 12 та 17 листопада. 12 серпня 2020 ФІФА оголосили, що матчі, заплановані на жовтень та листопад 2020, переносяться на 2021.
11 листопада 2020 Комітет змагань АФК узгодили, що решта матчів Другого раунду мають бути завершенні до 15 червня 2021. 7 та 8 тури повинні пройти у березні 2021, а 9 та 10 у червні 2021. Проте в той самий день, ФІФА разом з асоціацією Бангладешу та Катару підтвердили, що єдиний матч, запланований на 2020 — Катар проти Бангладешу — відбувся 4 грудня.
Примітка:  Катар та Бангладеш помінялися місцями в групі через заплановану участь Катару в Кубку Америки 2020, який було відкладено (який став Кубком Америки 2021).
| Тур    | Дати                                                                           |
| ------ | ------------------------------------------------------------------------------ |
| Тур 1  | 5 вересня 2019                                                                 |
| Тур 2  | 10 вересня 2019                                                                |
| Тур 3  | 10 жовтня 2019                                                                 |
| Тур 4  | 15 жовтня 2019                                                                 |
| Тур 5  | 14 листопада 2019                                                              |
| Тур 6  | 19 листопада 2019                                                              |
| Тур 7  | 25 березня 2021 (спочатку заплановано на 26 березня 2020, пізніше 8 жовтня)    |
| Тур 8  | 4 грудня 2020 та 30 березня 2021 (спочатку 31 березня 2020, пізніше 13 жовтня) |
| Тур 9  | 7 червня 2021 (спочатку 4 червня 2020, пізніше 12 листопада)                   |
| Тур 10 | 15 червня 2021 (спочатку 9 червня 2020, пізніше 17 листопада)                  |

### Єдине місце проведення матчів
12 березня 2021 АФК підтвердили господарів матчів групового етапу, які заплановані на період з 31 травня по 15 липня 2021.
- Група A: Китай
- Група B: Кувейт
- Група C: Бахрейн
- Група D: Саудівська Аравія
- Група E: Катар
- Група F: Японія
- Група G: Об'єднані Арабські Емірати
- Група H: Південна Корея

Господарі переважно були командами з Кошику 1 з кожної групи. Винятком стала Група B (де команда з Кошику 4 ‒ Кувейт ‒ обрали для проведення матчів, замість Австралії) та Група C (команда з Кошику 3 ‒ Бахрейн ‒, замість Ірану).

## Групи

### Група A
| Поз | Команда   | І | В | Н | П | ГЗ | ГП | РГ  | О  | Кваліфікація                          |  | Сирія | Китай | Філіппіни | Мальдіви | Гуам |
| --- | --------- | - | - | - | - | -- | -- | --- | -- | ------------------------------------- |  | ----- | ----- | --------- | -------- | ---- |
| 1   | Сирія     | 8 | 7 | 0 | 1 | 22 | 7  | +15 | 21 | Третій раунд та Кубок Азії            |  | —     | 2:1   | 1:0       | 2:1      | 4:0  |
| 2   | КНР       | 8 | 6 | 1 | 1 | 30 | 3  | +27 | 19 | Третій раунд                          |  | 3:1   | —     | 2:0       | 5:0      | 7:0  |
| 3   | Філіппіни | 8 | 3 | 2 | 3 | 12 | 11 | +1  | 11 | Третій раунд кваліфікації Кубку Азії  |  | 2:5   | 0:0   | —         | 1:1      | 3:0  |
| 4   | Мальдіви  | 8 | 2 | 1 | 5 | 7  | 20 | −13 | 7  | Третій раунд кваліфікації Кубку Азії  |  | 0:4   | 0:5   | 1:2       | —        | 3:1  |
| 5   | Гуам      | 8 | 0 | 0 | 8 | 2  | 32 | −30 | 0  | Раунд плей-оф кваліфікації Кубку Азії |  | 0:3   | 0:7   | 1:4       | 0:1      | —    |

1. ↑  Китай вже кваліфікувався до кубку Азії як господар турніру.

| 5 вересня 2019 15:30 (UTC+10) |

| Гуам | 0:1                            | Мальдіви               |
| ---- | ------------------------------ | ---------------------- |
|      | Протокол (ФІФА) Протокол (АФК) | - Ibrahim Mahudhee 27' |

| Національний тренувальний центр ГФА, Дедедо |

| 5 вересня 2019 19:30 (UTC+8) |

| Філіппіни                         | 2:5                            | Сирія                                                                                             |
| --------------------------------- | ------------------------------ | ------------------------------------------------------------------------------------------------- |
| - Javier Patiño 6' - Mike Ott 83' | Протокол (ФІФА) Протокол (АФК) | - Omar Al Somah 14', 55' - Khaled Mobayed 30' - Firas Al-Khatib 48' (пен.) - Mahmoud Al-Mawas 85' |

| Панаад, Баколод |

| 10 вересня 2019 15:30 (UTC+10) |

| Гуам                      | 1:4                            | Філіппіни                                                                                 |
| ------------------------- | ------------------------------ | ----------------------------------------------------------------------------------------- |
| - Marcus Lopez 67' (пен.) | Протокол (ФІФА) Протокол (АФК) | - Ángel Guirado 7' - Patrick Reichelt 12' - Stephan Schröck 71' - John-Patrick Strauß 81' |

| Національний тренувальний центр ГФА, Дедедо |

| 10 вересня 2019 20:00 (UTC+5) |

| Мальдіви | 0–5                            | КНР                                                                       |
| -------- | ------------------------------ | ------------------------------------------------------------------------- |
|          | Протокол (ФІФА) Протокол (АФК) | - Ву Сі 34' - Ву Лей 45' - Yang Xu 64' (пен.) - Елкесон 83' (пен.), 90+1' |

| Національний футбольний стадіон, Мале |

| 10 жовтня 2019 20:00 (UTC+8) |

| КНР                                                                  | 7:0                            | Гуам |
| -------------------------------------------------------------------- | ------------------------------ | ---- |
| - Yang Xu 6', 19', 24', 31' - Ву Лей 17' - Ву Сі 45+1' - Елкесон 75' | Протокол (ФІФА) Протокол (АФК) |      |

| Тяньхе, Гуанчжоу |

| 10 жовтня 2019 18:00 (UTC+4) |

| Сирія                    | 2:1                            | Мальдіви         |
| ------------------------ | ------------------------------ | ---------------- |
| - Omar Al Somah 26', 60' | Протокол (ФІФА) Протокол (АФК) | - Ali Ashfaq 70' |

| Аль-Рашид, Дубай (Об'єднані Арабські Емірати) |

| 15 жовтня 2019 20:00 (UTC+8) |

| Філіппіни | 0:0                            | КНР |
| --------- | ------------------------------ | --- |
|           | Протокол (ФІФА) Протокол (АФК) |     |

| Панаад, Баколод |

| 15 жовтня 2019 18:00 (UTC+4) |

| Сирія                                                 | 4:0                            | Гуам |
| ----------------------------------------------------- | ------------------------------ | ---- |
| - Omar Al Somah 3', 44', 83' - Mahmoud Al-Mawas 90+3' | Протокол (ФІФА) Протокол (АФК) |      |

| Мактум бін Рашид Аль Мактум, Дубай (Об'єднані Арабські Емірати) |

| 14 листопада 2019 16:00 (UTC+5) |

| Мальдіви            | 1:2                            | Філіппіни                                   |
| ------------------- | ------------------------------ | ------------------------------------------- |
| - Наїз Хассан 90+3' | Протокол (ФІФА) Протокол (АФК) | - Iain Ramsay 52' - John-Patrick Strauß 68' |

| Національний футбольний стадіон, Мале |

| 14 листопада 2019 18:00 (UTC+4) |

| Сирія                                      | 2:1                            | КНР          |
| ------------------------------------------ | ------------------------------ | ------------ |
| - Osama Omari 19' - Zhang Linpeng 76' (аг) | Протокол (ФІФА) Протокол (АФК) | - Ву Лей 30' |

| Мактум бін Рашид Аль Мактум, Дубай (Об'єднані Арабські Емірати) |

| 19 листопада 2019 16:00 (UTC+5) |

| Мальдіви                                                      | 3:1                            | Гуам              |
| ------------------------------------------------------------- | ------------------------------ | ----------------- |
| - Ali Samooh 23' - Travis Nicklaw 38' (аг) - Ali Ashfaq 90+1' | Протокол (ФІФА) Протокол (АФК) | - John Matkin 49' |

| Національний футбольний стадіон, Мале |

| 19 листопада 2019 18:00 (UTC+4) |

| Сирія                | 1:0                            | Філіппіни |
| -------------------- | ------------------------------ | --------- |
| - Ward Al Salama 23' | Протокол (ФІФА) Протокол (АФК) |           |

| Мактум бін Рашид Аль Мактум, Дубай (Об'єднані Арабські Емірати) |

| 30 травня 2021 19:30 (UTC+8) |

| Гуам | 0:7                            | КНР                                                                                           |
| ---- | ------------------------------ | --------------------------------------------------------------------------------------------- |
|      | Протокол (ФІФА) Протокол (АФК) | - Ву Лей 20' (пен.), 55' - Jin Jingdao 39' - Ву Сі 61' - Елкесон 65' - Алан Карвалью 83', 87' |

| Сучжоу Олімпійський спортивний центр, Сучжоу (КНР) |

| 4 червня 2021 20:00 (UTC+4) |

| Мальдіви | 0:4                            | Сирія                                                              |
| -------- | ------------------------------ | ------------------------------------------------------------------ |
|          | Протокол (ФІФА) Протокол (АФК) | - Аль-Мавас 29', 45+2' (пен.), 71' (пен.) - Aias Aosman 34' (пен.) |

| Шарджа, Шарджа (Об'єднані Арабські Емірати) |

| 7 червня 2021 21:00 (UTC+4) |

| КНР                                  | 2:0                            | Філіппіни |
| ------------------------------------ | ------------------------------ | --------- |
| - Ву Лей 56' (пен.) - Ву Сінхань 65' | Протокол (ФІФА) Протокол (АФК) |           |

| Шарджа, Шарджа (Об'єднані Арабські Емірати) |

| 7 червня 2021 18:00 (UTC+4) |

| Гуам | 0:3                            | Сирія                                     |
| ---- | ------------------------------ | ----------------------------------------- |
|      | Протокол (ФІФА) Протокол (АФК) | - Mardik Mardikian 6', 9' - Аль-Мавас 84' |

| Шарджа, Шарджа (Об'єднані Арабські Емірати) |

| 11 червня 2021 18:00 (UTC+4) |

| Філіппіни                                                       | 3:0                            | Гуам |
| --------------------------------------------------------------- | ------------------------------ | ---- |
| - Ángel Guirado 12' - Marcus Lopez 60' (аг) - Mark Hartmann 87' | Протокол (ФІФА) Протокол (АФК) |      |

| Шарджа, Шарджа (Об'єднані Арабські Емірати) |

| 11 червня 2021 21:00 (UTC+4) |

| КНР                                                                              | 5:0                            | Мальдіви |
| -------------------------------------------------------------------------------- | ------------------------------ | -------- |
| - Liu Binbin 5' - Ву Лей 30' - Алан Карвалью 67' - Чжан Юйнін 69' - Tan Long 80' | Протокол (ФІФА) Протокол (АФК) |          |

| Шарджа, Шарджа (Об'єднані Арабські Емірати) |

| 15 червня 2021 19:00 (UTC+4) |

| Філіппіни           | 1:1                            | Мальдіви        |
| ------------------- | ------------------------------ | --------------- |
| - Ángel Guirado 19' | Протокол (ФІФА) Протокол (АФК) | - Ali Fasir 25' |

| Шарджа, Шарджа (Об'єднані Арабські Емірати) |

| 15 червня 2021 22:00 (UTC+4) |

| КНР                                                      | 3:1                            | Сирія             |
| -------------------------------------------------------- | ------------------------------ | ----------------- |
| - Zhang Xizhe 42' - Ву Лей 69' (пен.) - Чжан Юйнін 90+3' | Протокол (ФІФА) Протокол (АФК) | - Aias Aosman 50' |

| Шарджа, Шарджа (Об'єднані Арабські Емірати) |

### Група B
| Поз | Команда           | І | В | Н | П | ГЗ | ГП | РГ  | О  | Кваліфікація                          |  | Австралія | Кувейт | Йорданія | Непал | Китайський Тайбей |
| --- | ----------------- | - | - | - | - | -- | -- | --- | -- | ------------------------------------- |  | --------- | ------ | -------- | ----- | ----------------- |
| 1   | Австралія         | 8 | 8 | 0 | 0 | 28 | 2  | +26 | 24 | Третій раунд та Кубок Азії            |  | —         | 3:0    | 1:0      | 5:0   | 5:1               |
| 2   | Кувейт            | 8 | 4 | 2 | 2 | 19 | 7  | +12 | 14 | Третій раунд кваліфікації Кубку Азії  |  | 0:3       | —      | 0:0      | 7:0   | 9:0               |
| 3   | Йорданія          | 8 | 4 | 2 | 2 | 13 | 3  | +10 | 14 | Третій раунд кваліфікації Кубку Азії  |  | 0:1       | 0:0    | —        | 3:0   | 5:0               |
| 4   | Непал             | 8 | 2 | 0 | 6 | 4  | 22 | −18 | 6  | Третій раунд кваліфікації Кубку Азії  |  | 0:3       | 0:1    | 0:3      | —     | 2:0               |
| 5   | Китайський Тайбей | 8 | 0 | 0 | 8 | 4  | 34 | −30 | 0  | Раунд плей-оф кваліфікації Кубку Азії |  | 1:7       | 1:2    | 1:2      | 0:2   | —                 |

| 5 вересня 2019 19:10 (UTC+8) |

| Китайський Тайбей  | 1:2                            | Йорданія                             |
| ------------------ | ------------------------------ | ------------------------------------ |
| - Wen Chih-hao 81' | Протокол (ФІФА) Протокол (АФК) | - Baha' Faisal 19' - Ahmed Samir 37' |

| Муніципальний стадіон, Тайбей |

| 5 вересня 2019 20:00 (UTC+3) |

| Кувейт | 7:0                            | Непал |
| --- | ------------------------------ | ----- |
| - Yousef Nasser 6', 50' - Fahad Al Hajeri 13' - Abdullah Mawei 59' - Bader Al-Mutawa 67' - Redha Abujabarah 90+4' - Hussain Al-Musawi 90+7' | Протокол (ФІФА) Протокол (АФК) |       |

| Аль-Кувейт, Ель-Кувейт |

| 10 вересня 2019 19:10 (UTC+8) |

| Китайський Тайбей | 0:2                            | Непал                 |
| ----------------- | ------------------------------ | --------------------- |
|                   | Протокол (ФІФА) Протокол (АФК) | - Anjan Bista 4', 62' |

| Муніципальний стадіон, Тайбей |

| 10 вересня 2019 18:30 (UTC+3) |

| Кувейт | 0:3                            | Австралія                |
| ------ | ------------------------------ | ------------------------ |
|        | Протокол (ФІФА) Протокол (АФК) | - Лекі 7', 30' - Муй 38' |

| Аль-Кувейт, Ель-Кувейт |

| 10 жовтня 2019 20:00 (UTC+11) |

| Австралія                                        | 5:0                            | Непал |
| ------------------------------------------------ | ------------------------------ | ----- |
| - Макларен 6', 19', 90' - Harry Souttar 23', 59' | Протокол (ФІФА) Протокол (АФК) |       |

| Канберра Стедіум, Канберра |

| 10 жовтня 2019 19:00 (UTC+3) |

| Йорданія | 0:0                            | Кувейт |
| -------- | ------------------------------ | ------ |
|          | Протокол (ФІФА) Протокол (АФК) |        |

| Міжнародний стадіон, Амман |

| 15 жовтня 2019 19:40 (UTC+8) |

| Китайський Тайбей | 1:7                            | Австралія                                                                   |
| ----------------- | ------------------------------ | --------------------------------------------------------------------------- |
| - Чень Ївей 21'   | Протокол (ФІФА) Протокол (АФК) | - Таггарт 12', 19' - Ірвін 34', 37' - Harry Souttar 73', 89' - Макларен 84' |

| Національний, Гаосюн |

| 15 жовтня 2019 19:00 (UTC+3) |

| Йорданія                                                          | 3:0                            | Непал |
| ----------------------------------------------------------------- | ------------------------------ | ----- |
| - Feras Shelbaieh 56' (пен.) - Ahmad Ersan 78' - Baha' Faisal 88' | Протокол (ФІФА) Протокол (АФК) |       |

| Міжнародний стадіон, Амман |

| 14 листопада 2019 19:00 (UTC+3) |

| Кувейт | 9:0                            | Китайський Тайбей |
| --- | ------------------------------ | ----------------- |
| - Yousef Nasser 22', 59' - Fahad Al Ansari 42' - Mobarak Al-Faneeni 49' - Bader Al-Mutawa 55' - Faisal Zayid 62' - Shabib Al-Khaldi 73' - Chen Wei-chuan 77' (аг) - Faisal Ajab Al-Azemi 81' | Протокол (ФІФА) Протокол (АФК) |                   |

| Аль-Кувейт, Ель-Кувейт |

| 14 листопада 2019 18:00 (UTC+2) |

| Йорданія | 0:1                            | Австралія     |
| -------- | ------------------------------ | ------------- |
|          | Протокол (ФІФА) Протокол (АФК) | - Таггарт 13' |

| Абдалла II, Амман |

| 19 листопада 2019 15:00 (UTC+6) |

| Непал | 0:1                            | Кувейт                |
| ----- | ------------------------------ | --------------------- |
|       | Протокол (ФІФА) Протокол (АФК) | - Bader Al-Mutawa 28' |

| Чанглімітанг, Тхімпху (Бутан) |

| 19 листопада 2019 18:00 (UTC+2) |

| Йорданія                                                                              | 5:0                            | Китайський Тайбей |
| ------------------------------------------------------------------------------------- | ------------------------------ | ----------------- |
| - Baha' Faisal 4', 75' - Ahmad Ersan 25' - Salem Al-Ajalin 43' - Hamza Al-Dardour 62' | Протокол (ФІФА) Протокол (АФК) |                   |

| Абдалла II, Амман |

| 3 червня 2021 19:00 (UTC+3) |

| Непал                                          | 2:0                            | Китайський Тайбей |
| ---------------------------------------------- | ------------------------------ | ----------------- |
| - Anjan Bista 3' (пен.) - Nawayug Shrestha 80' | Протокол (ФІФА) Протокол (АФК) |                   |

| Аль-Кувейт, Ель-Кувейт (Кувейт) |

| 3 червня 2021 22:00 (UTC+3) |

| Австралія                           | 3:0                            | Кувейт |
| ----------------------------------- | ------------------------------ | ------ |
| - Лекі 1' - Ірвін 24' - Хрустич 66' | Протокол (ФІФА) Протокол (АФК) |        |

| Джабер Аль Ахмад, Ель-Кувейт (Кувейт) |

| 7 червня 2021 19:00 (UTC+3) |

| Непал | 0:3                            | Йорданія                                    |
| ----- | ------------------------------ | ------------------------------------------- |
|       | Протокол (ФІФА) Протокол (АФК) | - Ірвін 23' (пен.), 48' - Yazan Al-Arab 67' |

| Аль-Кувейт, Ель-Кувейт (Кувейт) |

| 7 червня 2021 22:00 (UTC+3) |

| Австралія                                                                | 5:1                            | Китайський Тайбей |
| ------------------------------------------------------------------------ | ------------------------------ | ----------------- |
| - Harry Souttar 11' - Макларен 27' (пен.) - Сейнсбері 41' - Дюк 46', 84' | Протокол (ФІФА) Протокол (АФК) | - Gao Wei-jie 62' |

| Джабер Аль Ахмад, Ель-Кувейт (Кувейт) |

| 11 червня 2021 19:00 (UTC+3) |

| Непал | 0:3                            | Австралія                                       |
| ----- | ------------------------------ | ----------------------------------------------- |
|       | Протокол (ФІФА) Протокол (АФК) | - Лекі 6' - Fran Karačić 38' - Martin Boyle 57' |

| Джабер Аль Ахмад, Ель-Кувейт (Кувейт) |

| 11 червня 2021 22:00 (UTC+3) |

| Кувейт | 0:0                            | Йорданія |
| ------ | ------------------------------ | -------- |
|        | Протокол (ФІФА) Протокол (АФК) |          |

| Джабер Аль Ахмад, Ель-Кувейт (Кувейт) |

| 15 червня 2021 19:00 (UTC+3) |

| Австралія           | 1:0                            | Йорданія |
| ------------------- | ------------------------------ | -------- |
| - Harry Souttar 75' | Протокол (ФІФА) Протокол (АФК) |          |

| Джабер Аль Ахмад, Ель-Кувейт (Кувейт) |

| 15 червня 2021 22:00 (UTC+3) |

| Китайський Тайбей   | 1:2                            | Кувейт                   |
| ------------------- | ------------------------------ | ------------------------ |
| - Wu Chun-ching 51' | Протокол (ФІФА) Протокол (АФК) | - Yousef Nasser 14', 71' |

| Джабер Аль Ахмад, Ель-Кувейт (Кувейт) |

### Група C
| Поз | Команда  | І | В | Н | П | ГЗ | ГП | РГ  | О  | Кваліфікація                          |  | Іран | Ірак | Бахрейн | Гонконг | Камбоджа |
| --- | -------- | - | - | - | - | -- | -- | --- | -- | ------------------------------------- |  | ---- | ---- | ------- | ------- | -------- |
| 1   | Іран     | 8 | 6 | 0 | 2 | 34 | 4  | +30 | 18 | Третій раунд та Кубок Азії            |  | —    | 1:0  | 3:0     | 3:1     | 14:0     |
| 2   | Ірак     | 8 | 5 | 2 | 1 | 14 | 4  | +10 | 17 | Третій раунд та Кубок Азії            |  | 2:1  | —    | 0:0     | 2:0     | 4:1      |
| 3   | Бахрейн  | 8 | 4 | 3 | 1 | 15 | 4  | +11 | 15 | Третій раунд кваліфікації Кубку Азії  |  | 1:0  | 1:1  | —       | 4:0     | 8:0      |
| 4   | Гонконг  | 8 | 1 | 2 | 5 | 4  | 13 | −9  | 5  | Третій раунд кваліфікації Кубку Азії  |  | 0:2  | 0:1  | 0:0     | —       | 2:0      |
| 5   | Камбоджа | 8 | 0 | 1 | 7 | 2  | 44 | −42 | 1  | Раунд плей-оф кваліфікації Кубку Азії |  | 0:10 | 0:4  | 0:1     | 1:1     | —        |

| 5 вересня 2019 18:30 (UTC+7) |

| Камбоджа           | 1:1                            | Гонконг            |
| ------------------ | ------------------------------ | ------------------ |
| - Кео Сокпхенг 33' | Протокол (ФІФА) Протокол (АФК) | - Tan Chun Lok 16' |

| Олімпійський стадіон, Пномпень |

| 5 вересня 2019 19:30 (UTC+3) |

| Бахрейн             | 1:1                            | Ірак         |
| ------------------- | ------------------------------ | ------------ |
| - Kamil Al Aswad 9' | Протокол (ФІФА) Протокол (АФК) | - М. Алі 85' |

| Бахрейнський національний стадіон, Ріффа |

| 10 вересня 2019 18:30 (UTC+7) |

| Камбоджа | 0:1                            | Бахрейн              |
| -------- | ------------------------------ | -------------------- |
|          | Протокол (ФІФА) Протокол (АФК) | - Kamil Al Aswad 78' |

| Олімпійський стадіон, Пномпень |

| 10 вересня 2019 20:00 (UTC+8) |

| Гонконг | 0:2                            | Іран                         |
| ------- | ------------------------------ | ---------------------------- |
|         | Протокол (ФІФА) Протокол (АФК) | - Азмун 23' - Ансаріфард 54' |

| Гонконг, Гонконг |

| 10 жовтня 2019 17:00 (UTC+3:30) |

| Іран | 14:0                           | Камбоджа |
| --- | ------------------------------ | -------- |
| - Нуроллахі 5' - Азмун 11', 35', 44' - Кананізадеган 18' - Soeuy Visal 22' (аг) - Ансаріфард 40', 48', 60', 88' - Таремі 54' - Mohammad Mohebi 65', 67' - Mehrdad Mohammadi 85' | Протокол (ФІФА) Протокол (АФК) |          |

| Азаді, Тегеран |

| 10 жовтня 2019 19:00 (UTC+3) |

| Ірак                            | 2:0                            | Гонконг |
| ------------------------------- | ------------------------------ | ------- |
| - М. Алі 37' - Аднан 79' (пен.) | Протокол (ФІФА) Протокол (АФК) |         |

| Басра Спорт Сіті, Басра |

| 15 жовтня 2019 18:30 (UTC+7) |

| Камбоджа | 0:4                            | Ірак                                                                            |
| -------- | ------------------------------ | ------------------------------------------------------------------------------- |
|          | Протокол (ФІФА) Протокол (АФК) | - Ibrahim Bayesh 22' - М. Алі 41' - Amjad Attwan 57' - Ahmad Ibrahim Khalaf 62' |

| Олімпійський стадіон, Пномпень |

| 15 жовтня 2019 19:30 (UTC+3) |

| Бахрейн                         | 1:0                            | Іран |
| ------------------------------- | ------------------------------ | ---- |
| - Mohammed Al-Hardan 65' (пен.) | Протокол (ФІФА) Протокол (АФК) |      |

| Бахрейнський національний стадіон, Ріффа |

| 14 листопада 2019 20:00 (UTC+8) |

| Гонконг | 0:0                            | Бахрейн |
| ------- | ------------------------------ | ------- |
|         | Протокол (ФІФА) Протокол (АФК) |         |

| Гонконг, Гонконг |

| 14 листопада 2019 16:00 (UTC+2) |

| Ірак                       | 2:1                            | Іран            |
| -------------------------- | ------------------------------ | --------------- |
| - М. Алі 11' - Аббас 90+2' | Протокол (ФІФА) Протокол (АФК) | - Нуроллахі 25' |

| Міжнародний стадіон, Амман (Йорданія) |

| 19 листопада 2019 20:00 (UTC+8) |

| Гонконг                                             | 2:0                            | Камбоджа |
| --------------------------------------------------- | ------------------------------ | -------- |
| - James Ha 20' - Roberto Orlando Affonso Júnior 83' | Протокол (ФІФА) Протокол (АФК) |          |

| Гонконг, Гонконг |

| 19 листопада 2019 16:00 (UTC+2) |

| Ірак | 0:0                            | Бахрейн |
| ---- | ------------------------------ | ------- |
|      | Протокол (ФІФА) Протокол (АФК) |         |

| Міжнародний стадіон, Амман (Йорданія) |

| 3 червня 2021 17:30 (UTC+3) |

| Іран                                        | 3:1                            | Гонконг              |
| ------------------------------------------- | ------------------------------ | -------------------- |
| - Голізаде 23' - Амірі 61' - Ансаріфард 84' | Протокол (ФІФА) Протокол (АФК) | - Cheng Siu Kwan 85' |

| Аль-Мухаррак, Арад (Бахрейн) |

| 3 червня 2021 19:30 (UTC+3) |

| Бахрейн | 8:0                            | Камбоджа |
| --- | ------------------------------ | -------- |
| - Kamil Al-Aswad 8', 71' - Аль-Ромаїхі 45+2' - Ali Madan 46', 65' - Jasim Al-Shaikh 51' - Ismail Abdullatif 75', 90+2' | Протокол (ФІФА) Протокол (АФК) |          |

| Бахрейнський національний стадіон, Ріффа |

| 7 червня 2021 17:30 (UTC+3) |

| Ірак                                                    | 4:1                            | Камбоджа          |
| ------------------------------------------------------- | ------------------------------ | ----------------- |
| - М. Алі 1' - Ресан 23' - Аднан 27' (пен.) - Хаді 90+3' | Протокол (ФІФА) Протокол (АФК) | - Soeuy Visal 55' |

| Аль-Мухаррак, Арад (Бахрейн) |

| 7 червня 2021 19:30 (UTC+3) |

| Іран                          | 3:0                            | Бахрейн |
| ----------------------------- | ------------------------------ | ------- |
| - Азмун 54', 61' - Таремі 79' | Протокол (ФІФА) Протокол (АФК) |         |

| Бахрейнський національний стадіон, Ріффа (Бахрейн) |

| 11 червня 2021 17:30 (UTC+3) |

| Камбоджа | 0:10                           | Іран |
| -------- | ------------------------------ | --- |
|          | Протокол (ФІФА) Протокол (АФК) | - Джаганбахш 16' (пен.) - Халілзаде 22' - Таремі 27' - Sor Rotana 32' (аг) - Мохаммаді 58' - Пураліганджі 64' - Ансаріфард 77' (пен.) - Резаеї 80', 87' - Гаєді 84' |

| Бахрейнський національний стадіон, Ріффа (Бахрейн) |

| 11 червня 2021 19:30 (UTC+3) |

| Гонконг | 0:1                            | Ірак                    |
| ------- | ------------------------------ | ----------------------- |
|         | Протокол (ФІФА) Протокол (АФК) | - Fung Hing Wa 11' (аг) |

| Аль-Мухаррак, Арад (Бахрейн) |

| 15 червня 2021 19:30 (UTC+3) |

| Іран        | 1:0                            | Ірак |
| ----------- | ------------------------------ | ---- |
| - Азмун 35' | Протокол (ФІФА) Протокол (АФК) |      |

| Аль-Мухаррак, Арад (Бахрейн) |

| 15 червня 2021 19:30 (UTC+3) |

| Бахрейн                                                                      | 4:0                            | Гонконг |
| ---------------------------------------------------------------------------- | ------------------------------ | ------- |
| - Саїд 49' - Hashim Sayed Isa 54' (пен.), 70' - Ismail Abdullatif 90' (пен.) | Протокол (ФІФА) Протокол (АФК) |         |

| Бахрейнський національний стадіон, Ріффа |

### Група D
| Поз | Команда           | І | В | Н | П | ГЗ | ГП | РГ  | О  | Кваліфікація                         |  | Саудівська Аравія | Узбекистан | Палестина | Сінгапур | Ємен |
| --- | ----------------- | - | - | - | - | -- | -- | --- | -- | ------------------------------------ |  | ----------------- | ---------- | --------- | -------- | ---- |
| 1   | Саудівська Аравія | 8 | 6 | 2 | 0 | 22 | 4  | +18 | 20 | Третій раунд та Кубок Азії           |  | —                 | 3:0        | 5:0       | 3:0      | 3:0  |
| 2   | Узбекистан        | 8 | 5 | 0 | 3 | 18 | 9  | +9  | 15 | Третій раунд кваліфікації Кубку Азії |  | 2:3               | —          | 2:0       | 5:0      | 5:0  |
| 3   | Палестина         | 8 | 3 | 1 | 4 | 10 | 10 | 0   | 10 | Третій раунд кваліфікації Кубку Азії |  | 0:0               | 2:0        | —         | 4:0      | 3:0  |
| 4   | Сінгапур          | 8 | 2 | 1 | 5 | 7  | 22 | −15 | 7  | Третій раунд кваліфікації Кубку Азії |  | 0:3               | 1:3        | 2:1       | —        | 2:2  |
| 5   | Ємен              | 8 | 1 | 2 | 5 | 6  | 18 | −12 | 5  | Третій раунд кваліфікації Кубку Азії |  | 2:2               | 0:1        | 1:0       | 1:2      | —    |

| 5 вересня 2019 19:45 (UTC+8) |

| Сінгапур                             | 2:2                            | Ємен                                           |
| ------------------------------------ | ------------------------------ | ---------------------------------------------- |
| - Ikhsan Fandi 27' - Faris Ramli 52' | Протокол (ФІФА) Протокол (АФК) | - Abdulwasea Al-Matari 34' - Mohsen Qarawi 45' |

| Національний, Сінгапур |

| 5 вересня 2019 17:00 (UTC+3) |

| Палестина                             | 2:0                            | Узбекистан |
| ------------------------------------- | ------------------------------ | ---------- |
| - Oday Dabbagh 60' - Islam Batran 85' | Протокол (ФІФА) Протокол (АФК) |            |

| Міжнародний стадіон Фейсала Хусейні, Ал Рам |

| 10 вересня 2019 19:45 (UTC+8) |

| Сінгапур                                   | 2:1                            | Палестина         |
| ------------------------------------------ | ------------------------------ | ----------------- |
| - Shakir Hamzah 3' - Safuwan Baharudin 38' | Протокол (ФІФА) Протокол (АФК) | - Yaser Hamed 13' |

| Ялан Бесар, Сінгапур |

| 10 вересня 2019 19:00 (UTC+3) |

| Ємен                                  | 2:2                            | Саудівська Аравія               |
| ------------------------------------- | ------------------------------ | ------------------------------- |
| - Mohsen Qarawi 8' - Omar Al-Dahi 37' | Протокол (ФІФА) Протокол (АФК) | - Бахебрі 23' - аль-Давсарі 48' |

| Бахрейнський національний стадіон, Ріффа (Бахрейн) |

| 10 жовтня 2019 17:00 (UTC+5) |

| Узбекистан | 5:0                            | Ємен |
| --- | ------------------------------ | ---- |
| - Sanjar Kodirkulov 3' - Eldor Shomurodov 33' - Jamshid Iskanderov 53' - Islom Tukhtakhujaev 72' - Igor Sergeev 90' | Протокол (ФІФА) Протокол (АФК) |      |

| Пахтакор, Ташкент |

| 10 жовтня 2019 20:00 (UTC+3) |

| Саудівська Аравія                                     | 3:0                            | Сінгапур |
| ----------------------------------------------------- | ------------------------------ | -------- |
| - Abdulfattah Asiri 28', 67' - Abdullah Al-Hamdan 61' | Протокол (ФІФА) Протокол (АФК) |          |

| Король Абдалла Спортс Сіті, Джидда |

| 15 жовтня 2019 19:45 (UTC+8) |

| Сінгапур             | 1:3                            | Узбекистан                                       |
| -------------------- | ------------------------------ | ------------------------------------------------ |
| - Ikhsan Fandi 45+1' | Протокол (ФІФА) Протокол (АФК) | - Odil Ahmedov 15' - Eldor Shomurodov 51', 90+2' |

| Національний, Сінгапур |

| 15 жовтня 2019 16:00 (UTC+3) |

| Палестина | 0:0                            | Саудівська Аравія |
| --------- | ------------------------------ | ----------------- |
|           | Протокол (ФІФА) Протокол (АФК) |                   |

| Міжнародний стадіон Фейсала Хусейні, Ал Рам |

| 14 листопада 2019 17:00 (UTC+5) |

| Узбекистан                                          | 2:3                            | Саудівська Аравія                                   |
| --------------------------------------------------- | ------------------------------ | --------------------------------------------------- |
| - Eldor Shomurodov 16' - Otabek Shukurov 56' (пен.) | Протокол (ФІФА) Протокол (АФК) | - Salman Al-Faraj 23' (пен.), 85' - аль-Давсарі 89' |

| Пахтакор, Ташкент |

| 14 листопада 2019 18:00 (UTC+3) |

| Ємен               | 1:0                            | Палестина |
| ------------------ | ------------------------------ | --------- |
| - Omar Al-Dahi 54' | Протокол (ФІФА) Протокол (АФК) |           |

| Аль Мухаррак, Мухаррак (Бахрейн) |

| 19 листопада 2019 17:00 (UTC+5) |

| Узбекистан                  | 2:0                            | Палестина |
| --------------------------- | ------------------------------ | --------- |
| - Eldor Shomurodov 18', 58' | Протокол (ФІФА) Протокол (АФК) |           |

| Пахтакор, Ташкент |

| 19 листопада 2019 18:00 (UTC+3) |

| Ємен                     | 1:2                            | Сінгапур                           |
| ------------------------ | ------------------------------ | ---------------------------------- |
| - Nasser Al-Gahwashi 85' | Протокол (ФІФА) Протокол (АФК) | - Ikhsan Fandi 19' - Hafiz Nor 52' |

| Аль Мухаррак, Мухаррак (Бахрейн) |

| 30 березня 2021 20:30 (UTC+3) |

| Саудівська Аравія                                                                       | 5:0                            | Палестина |
| --------------------------------------------------------------------------------------- | ------------------------------ | --------- |
| - аш-Шаграні 37' - аль-Муваллад 43' - Saleh Al-Shehri 52', 58' - аль-Давсарі 88' (пен.) | Протокол (ФІФА) Протокол (АФК) |           |

| Стадіон Університету короля Сауда, Ер-Ріяд |

| 3 червня 2021 21:00 (UTC+3) |

| Палестина                                                          | 4:0                            | Сінгапур |
| ------------------------------------------------------------------ | ------------------------------ | -------- |
| - Сеям 19' (пен.), 30' (пен.) - Oday Dabbagh 23' - Yaser Hamed 85' | Протокол (ФІФА) Протокол (АФК) |          |

| Міжнародний стадіон короля Фахда, Ер-Ріяд (Саудівська Аравія) |

| 5 червня 2021 21:00 (UTC+3) |

| Саудівська Аравія                        | 3:0                            | Ємен |
| ---------------------------------------- | ------------------------------ | ---- |
| - аль-Давсарі 4' - аль-Муваллад 17', 32' | Протокол (ФІФА) Протокол (АФК) |      |

| Стадіон Університету короля Сауда, Ер-Ріяд |

| 7 червня 2021 21:00 (UTC+3) |

| Узбекистан                                                                 | 5:0                            | Сінгапур |
| -------------------------------------------------------------------------- | ------------------------------ | -------- |
| - Машаріпов 6', 34' - Шомуродов 45+1' - Ахмедов 50' - Irfan Fandi 88' (аг) | Протокол (ФІФА) Протокол (АФК) |          |

| Міжнародний стадіон короля Фахда, Ер-Ріяд (Саудівська Аравія) |

| 11 червня 2021 21:00 (UTC+3) |

| Ємен | 0:1                            | Узбекистан             |
| ---- | ------------------------------ | ---------------------- |
|      | Протокол (ФІФА) Протокол (АФК) | - Машаріпов 19' (пен.) |

| Міжнародний стадіон короля Фахда, Ер-Ріяд (Саудівська Аравія) |

| 11 червня 2021 21:00 (UTC+3) |

| Сінгапур | 0:3                            | Саудівська Аравія                                            |
| -------- | ------------------------------ | ------------------------------------------------------------ |
|          | Протокол (ФІФА) Протокол (АФК) | - аль-Давсарі 83' - аль-Муваллад 86' - Saleh Al-Shehri 90+6' |

| Стадіон Університету короля Сауда, Ер-Ріяд (Саудівська Аравія) |

| 15 червня 2021 21:00 (UTC+3) |

| Саудівська Аравія                              | 3:0                            | Узбекистан |
| ---------------------------------------------- | ------------------------------ | ---------- |
| - Salman Al-Faraj 25', 33' - Ali Al-Hassan 52' | Протокол (ФІФА) Протокол (АФК) |            |

| Стадіон Університету короля Сауда, Ер-Ріяд |

| 15 червня 2021 21:00 (UTC+3) |

| Палестина                                   | 3:0                            | Ємен |
| ------------------------------------------- | ------------------------------ | ---- |
| - Oday Dabbagh 43', 84' - Yaser Hamed 45+3' | Протокол (ФІФА) Протокол (АФК) |      |

| Міжнародний стадіон короля Фахда, Ер-Ріяд (Саудівська Аравія) |

### Група E
| Поз | Команда    | І | В | Н | П | ГЗ | ГП | РГ  | О  | Кваліфікація                         |  | Катар | Оман | Індія | Афганістан | Бангладеш |
| --- | ---------- | - | - | - | - | -- | -- | --- | -- | ------------------------------------ |  | ----- | ---- | ----- | ---------- | --------- |
| 1   | Катар      | 8 | 7 | 1 | 0 | 18 | 1  | +17 | 22 | Кубок Азії                           |  | —     | 2:1  | 0:0   | 6:0        | 5:0       |
| 2   | Оман       | 8 | 6 | 0 | 2 | 16 | 6  | +10 | 18 | Третій раунд та Кубок Азії           |  | 0:1   | —    | 1:0   | 3:0        | 4:1       |
| 3   | Індія      | 8 | 1 | 4 | 3 | 6  | 7  | −1  | 7  | Третій раунд кваліфікації Кубку Азії |  | 0:1   | 1:2  | —     | 1:1        | 1:1       |
| 4   | Афганістан | 8 | 1 | 3 | 4 | 5  | 15 | −10 | 6  | Третій раунд кваліфікації Кубку Азії |  | 0:1   | 1:2  | 1:1   | —          | 1:0       |
| 5   | Бангладеш  | 8 | 0 | 2 | 6 | 3  | 19 | −16 | 2  | Третій раунд кваліфікації Кубку Азії |  | 0:2   | 0:3  | 0:2   | 1:1        | —         |

1. ↑  Катар вже кваліфікувався до Чемпіонату світу як господар турніру

| 5 вересня 2019 19:30 (UTC+5:30) |

| Індія       | 1:2                            | Оман                      |
| ----------- | ------------------------------ | ------------------------- |
| - Четрі 24' | Протокол (ФІФА) Протокол (АФК) | - Rabia Al-Alawi 82', 90' |

| Індіра Ганді, Ґувахаті |

| 5 вересня 2019 19:30 (UTC+3) |

| Катар                                                          | 6:0                            | Афганістан |
| -------------------------------------------------------------- | ------------------------------ | ---------- |
| - А. Алі 4', 10', 51' - аль-Хайдос 13' - Хассан 34' - Хухі 67' | Протокол (ФІФА) Протокол (АФК) |            |

| Яссім бін Хамад, Доха |

| 10 вересня 2019 19:00 (UTC+5) |

| Афганістан | 1:0                            | Бангладеш |
| ---------- | ------------------------------ | --------- |
| - Нур 27'  | Протокол (ФІФА) Протокол (АФК) |           |

| Центральний республіканський стадіон Душанбе, Душанбе (Таджикистан) |

| 10 вересня 2019 19:30 (UTC+3) |

| Катар | 0:0                            | Індія |
| ----- | ------------------------------ | ----- |
|       | Протокол (ФІФА) Протокол (АФК) |       |

| Яссім бін Хамад, Доха |

| 10 жовтня 2019 19:00 (UTC+6) |

| Бангладеш | 0:2                            | Катар                                |
| --------- | ------------------------------ | ------------------------------------ |
|           | Протокол (ФІФА) Протокол (АФК) | - Yusuf Abdurisag 28' - Будіаф 90+2' |

| Національний стадіон Бангабанду, Дакка |

| 10 жовтня 2019 19:00 (UTC+4) |

| Оман                                            | 3:0                            | Афганістан |
| ----------------------------------------------- | ------------------------------ | ---------- |
| - аль-Мукбалі 27', 38' - аль-Гассані 61' (пен.) | Протокол (ФІФА) Протокол (АФК) |            |

| Ал Сіб, Ес-Сіб |

| 15 жовтня 2019 19:30 (UTC+5:30) |

| Індія           | 1:1                            | Бангладеш        |
| --------------- | ------------------------------ | ---------------- |
| - Adil Khan 88' | Протокол (ФІФА) Протокол (АФК) | - Saad Uddin 42' |

| Солт лейк стедіум, Колката |

| 15 жовтня 2019 19:30 (UTC+3) |

| Катар                  | 2:1                            | Оман                 |
| ---------------------- | ------------------------------ | -------------------- |
| - Афіф 2' - А. Алі 71' | Протокол (ФІФА) Протокол (АФК) | - Rabia Al-Alawi 63' |

| Аль Жануб, Ель-Вакра |

| 14 листопада 2019 19:00 (UTC+5) |

| Афганістан           | 1:1                            | Індія                     |
| -------------------- | ------------------------------ | ------------------------- |
| - Zelfy Nazary 45+1' | Протокол (ФІФА) Протокол (АФК) | - Seiminlen Doungel 90+3' |

| Центральний республіканський стадіон Душанбе, Душанбе (Таджикистан) |

| 14 листопада 2019 19:00 (UTC+4) |

| Оман                                                                                    | 4:1                            | Бангладеш         |
| --------------------------------------------------------------------------------------- | ------------------------------ | ----------------- |
| - Mohsin Al-Khaldi 48' - Rabia Al-Alawi 68' - Arshad Al-Alawi 78' - Amran Al-Hidi 90+1' | Протокол (ФІФА) Протокол (АФК) | - Biplu Ahmed 81' |

| Султан Кабус, Маскат |

| 19 листопада 2019 19:00 (UTC+5) |

| Афганістан | 0:1                            | Катар             |
| ---------- | ------------------------------ | ----------------- |
|            | Протокол (ФІФА) Протокол (АФК) | - Афіф 76' (пен.) |

| Центральний республіканський стадіон Душанбе, Душанбе (Таджикистан) |

| 19 листопада 2019 19:00 (UTC+4) |

| Оман              | 1:0                            | Індія |
| ----------------- | ------------------------------ | ----- |
| - аль-Гассані 33' | Протокол (ФІФА) Протокол (АФК) |       |

| Султан Кабус, Маскат |

| 4 грудня 2020 19:00 (UTC+3) |

| Катар                                                 | 5:0                            | Бангладеш |
| ----------------------------------------------------- | ------------------------------ | --------- |
| - Хатем 9' - Афіф 33', 90+2' - А. Алі 72' (пен.), 78' | Протокол (ФІФА) Протокол (АФК) |           |

| Яссім бін Хамад, Доха |

| 3 червня 2021 17:00 (UTC+3) |

| Бангладеш         | 1:1                            | Афганістан   |
| ----------------- | ------------------------------ | ------------ |
| - Topu Barman 83' | Протокол (ФІФА) Протокол (АФК) | - Шаріфі 48' |

| Яссім бін Хамад, Доха (Катар) |

| 3 червня 2021 20:00 (UTC+3) |

| Індія | 0:1                            | Катар       |
| ----- | ------------------------------ | ----------- |
|       | Протокол (ФІФА) Протокол (АФК) | - Хатем 33' |

| Яссім бін Хамад, Доха (Катар) |

| 7 червня 2021 17:00 (UTC+3) |

| Бангладеш | 0:2                            | Індія              |
| --------- | ------------------------------ | ------------------ |
|           | Протокол (ФІФА) Протокол (АФК) | - Четрі 79', 90+2' |

| Яссім бін Хамад, Доха (Катар) |

| 7 червня 2021 20:00 (UTC+3) |

| Оман | 0:1                            | Катар                   |
| ---- | ------------------------------ | ----------------------- |
|      | Протокол (ФІФА) Протокол (АФК) | - аль-Хайдос 40' (пен.) |

| Яссім бін Хамад, Доха (Катар) |

| 11 червня 2021 20:10 (UTC+3) |

| Афганістан     | 1:2                            | Оман                      |
| -------------- | ------------------------------ | ------------------------- |
| - Попалзай 24' | Протокол (ФІФА) Протокол (АФК) | - Abdullah Fawaz 14', 52' |

| Яссім бін Хамад, Доха (Катар) |

| 15 червня 2021 17:00 (UTC+3) |

| Індія            | 1:1                            | Афганістан   |
| ---------------- | ------------------------------ | ------------ |
| - Азізі 75' (аг) | Протокол (ФІФА) Протокол (АФК) | - Замані 81' |

| Яссім бін Хамад, Доха (Катар) |

| 15 червня 2021 20:10 (UTC+3) |

| Бангладеш | 0:3                            | Оман                                                |
| --------- | ------------------------------ | --------------------------------------------------- |
|           | Протокол (ФІФА) Протокол (АФК) | - Mohammed Al-Ghafri 22' - Khalid Al-Hajri 61', 81' |

| Яссім бін Хамад, Доха (Катар) |

### Група F
| Поз | Команда     | І | В | Н | П | ГЗ | ГП | РГ  | О  | Кваліфікація                         |  | Японія | Таджикистан | Киргизстан | Монголія | М'янма |
| --- | ----------- | - | - | - | - | -- | -- | --- | -- | ------------------------------------ |  | ------ | ----------- | ---------- | -------- | ------ |
| 1   | Японія      | 8 | 8 | 0 | 0 | 46 | 2  | +44 | 24 | Третій раунд та Кубок Азії           |  | —      | 4:1         | 5:1        | 6:0      | 10:0   |
| 2   | Таджикистан | 8 | 4 | 1 | 3 | 14 | 12 | +2  | 13 | Третій раунд кваліфікації Кубку Азії |  | 0:3    | —           | 1:0        | 3:0      | 4:0    |
| 3   | Киргизстан  | 8 | 3 | 1 | 4 | 19 | 12 | +7  | 10 | Третій раунд кваліфікації Кубку Азії |  | 0:2    | 1:1         | —          | 0:1      | 7:0    |
| 4   | Монголія    | 8 | 2 | 0 | 6 | 3  | 27 | −24 | 6  | Третій раунд кваліфікації Кубку Азії |  | 0:14   | 0:1         | 1:2        | —        | 1:0    |
| 5   | М'янма      | 8 | 2 | 0 | 6 | 6  | 35 | −29 | 6  | Третій раунд кваліфікації Кубку Азії |  | 0:2    | 4:3         | 1:8        | 1:0      | —      |

| 5 вересня 2019 17:00 (UTC+8) |

| Монголія             | 1:0                            | М'янма |
| -------------------- | ------------------------------ | ------ |
| - Dölgöön Amaraa 17' | Протокол (ФІФА) Протокол (АФК) |        |

| Футбольний центр МФФ, Улан-Батор |

| 5 вересня 2019 19:00 (UTC+5) |

| Таджикистан             | 1:0                            | Киргизстан |
| ----------------------- | ------------------------------ | ---------- |
| - Alisher Dzhalilov 41' | Протокол (ФІФА) Протокол (АФК) |            |

| Центральний республіканський стадіон Душанбе, Душанбе |

| 10 вересня 2019 17:00 (UTC+8) |

| Монголія | 0:1                            | Таджикистан           |
| -------- | ------------------------------ | --------------------- |
|          | Протокол (ФІФА) Протокол (АФК) | - Davron Ergashev 81' |

| Футбольний центр МФФ, Улан-Батор |

| 10 вересня 2019 18:50 (UTC+6:30) |

| М'янма | 0:2                            | Японія                         |
| ------ | ------------------------------ | ------------------------------ |
|        | Протокол (ФІФА) Протокол (АФК) | - Накадзіма 16' - Мінаміно 26' |

| Тувунна, Янгон |

| 10 жовтня 2019 19:35 (UTC+9) |

| Японія                                                                         | 6:0                            | Монголія |
| ------------------------------------------------------------------------------ | ------------------------------ | -------- |
| - Мінаміно 22' - Йосіда 29' - Нагатомо 33' - Нагаї 40' - Ендо 57' - Камада 82' | Протокол (ФІФА) Протокол (АФК) |          |

| Сайтама 2002, Сайтама |

| 10 жовтня 2019 20:30 (UTC+6) |

| Киргизстан                                                                    | 7:0                            | М'янма |
| ----------------------------------------------------------------------------- | ------------------------------ | ------ |
| - Бернгардт 5', 10', 87' (пен.) - Шукуров 20', 71' - Аликулов 26' - Кічін 45' | Протокол (ФІФА) Протокол (АФК) |        |

| Стадіон імені Долона Омурзакова, Бішкек |

| 15 жовтня 2019 16:00 (UTC+8) |

| Монголія                           | 1:2                            | Киргизстан                   |
| ---------------------------------- | ------------------------------ | ---------------------------- |
| - Norjmoogiin Tsedenbal 57' (пен.) | Протокол (ФІФА) Протокол (АФК) | - Аликулов 13' - Мурзаєв 42' |

| Футбольний центр МФФ, Улан-Батор |

| 15 жовтня 2019 17:15 (UTC+5) |

| Таджикистан | 0:3                            | Японія                          |
| ----------- | ------------------------------ | ------------------------------- |
|             | Протокол (ФІФА) Протокол (АФК) | - Мінаміно 53', 55' - Асано 82' |

| Центральний республіканський стадіон Душанбе, Душанбе |

| 14 листопада 2019 17:00 (UTC+6:30) |

| М'янма                                                       | 4:3                            | Таджикистан                                                  |
| ------------------------------------------------------------ | ------------------------------ | ------------------------------------------------------------ |
| - Suan Lam Mang 10', 41' - Аун Ту 48' - Maung Maung Lwin 63' | Протокол (ФІФА) Протокол (АФК) | - Manuchekhr Dzhalilov 36' (пен.), 76' - Farkhod Vosiyev 57' |

| Мандалартірі, Мандалай |

| 14 листопада 2019 17:18 (UTC+6) |

| Киргизстан | 0:2                            | Японія                               |
| ---------- | ------------------------------ | ------------------------------------ |
|            | Протокол (ФІФА) Протокол (АФК) | - Мінаміно 41' (пен.) - Харагуті 54' |

| Стадіон імені Долона Омурзакова, Бішкек |

| 19 листопада 2019 17:00 (UTC+6:30) |

| М'янма             | 1:0                            | Монголія |
| ------------------ | ------------------------------ | -------- |
| - Hlaing Bo Bo 17' | Протокол (ФІФА) Протокол (АФК) |          |

| Мандалартірі, Мандалай |

| 19 листопада 2019 20:00 (UTC+6) |

| Киргизстан     | 1:1                            | Таджикистан             |
| -------------- | ------------------------------ | ----------------------- |
| - Козубаєв 83' | Протокол (ФІФА) Протокол (АФК) | - Jahongir Ergashev 17' |

| Стадіон імені Долона Омурзакова, Бішкек |

| 25 березня 2021 18:00 (UTC+5) |

| Таджикистан                                                    | 3:0                            | Монголія |
| -------------------------------------------------------------- | ------------------------------ | -------- |
| - Manuchekhr Dzhalilov 4' - Alisher Dzhalilov 50' - Самієв 87' | Протокол (ФІФА) Протокол (АФК) |          |

| Центральний республіканський стадіон Душанбе, Душанбе |

| 30 березня 2021 19:30 (UTC+9) |

| Монголія | 0:14                           | Японія |
| -------- | ------------------------------ | --- |
|          | Протокол (ФІФА) Протокол (АФК) | - Мінаміно 13' - Осако 23', 55', 90+2' - Камада 26' - Моріта 33' - Khash-Erdene Tuya 39' (аг) - Sho Inagaki 68', 90+3' - Іто 73', 79' - Фурухасі 78', 87' - Асано 90+1' |

| Фукуда Денши Арена, Тіба (Японія) Глядачів: 0 |

| 28 травня 2021 19:20 (UTC+9) |

| Японія                                                                                              | 10:0                           | М'янма |
| --------------------------------------------------------------------------------------------------- | ------------------------------ | ------ |
| - Мінаміно 8', 66' - Осако 22', 30' (пен.), 36', 49', 88' - Моріта 57' - Камада 84' - Ітакура 90+1' | Протокол (ФІФА) Протокол (АФК) |        |

| Фукуда Денши Арена, Тіба (Японія) Глядачів: 0 |

| 7 червня 2021 16:00 (UTC+9) |

| Киргизстан | 0:1                            | Монголія                     |
| ---------- | ------------------------------ | ---------------------------- |
|            | Протокол (ФІФА) Протокол (АФК) | - Oyunbaataryn Mijiddorj 34' |

| Нагаї стадіон, Осака (Японія) |

| 7 червня 2021 19:30 (UTC+9) |

| Японія                                                         | 4:1                            | Таджикистан           |
| -------------------------------------------------------------- | ------------------------------ | --------------------- |
| - Фурухасі 6' - Мінаміно 40' - Хасімото 51' - Hayao Kawabe 71' | Протокол (ФІФА) Протокол (АФК) | - Ehson Panjshanbe 9' |

| Панасонік Стедіум Суйта, Суйта |

| 11 червня 2021 16:00 (UTC+9) |

| М'янма             | 1:8                            | Киргизстан                                                                                                 |
| ------------------ | ------------------------------ | --- |
| - Hlaing Bo Bo 69' | Протокол (ФІФА) Протокол (АФК) | - Рустамов 22' - Аликулов 29' - Мусабеков 34' - Шукуров 45' - Мурзаєв 45+2', 61', 78' - Abay Bokoleyev 63' |

| Нагаї стадіон, Осака (Японія) |

| 15 червня 2021 19:25 (UTC+9) |

| Японія                                                 | 5:1                            | Киргизстан    |
| ------------------------------------------------------ | ------------------------------ | ------------- |
| - Онаїву 28' (пен.), 32', 34' - Сасакі 73' - Асано 78' | Протокол (ФІФА) Протокол (АФК) | - Мурзаєв 40' |

| Панасонік Стедіум Суйта, Суйта |

| 15 червня 2021 19:25 (UTC+9) |

| Таджикистан                                                                    | 4:0                            | М'янма |
| ------------------------------------------------------------------------------ | ------------------------------ | ------ |
| - Турсунов 34' - Manuchekhr Dzhalilov 53' - Sheriddin Boboyev 78' - Самієв 87' | Протокол (ФІФА) Протокол (АФК) |        |

| Нагаї стадіон, Осака (Японія) |

### Група G
| Поз | Команда   | І | В | Н | П | ГЗ | ГП | РГ  | О  | Кваліфікація                          |  | Об'єднані Арабські Емірати | В'єтнам | Малайзія | Таїланд | Індонезія |
| --- | --------- | - | - | - | - | -- | -- | --- | -- | ------------------------------------- |  | -------------------------- | ------- | -------- | ------- | --------- |
| 1   | ОАЕ       | 8 | 6 | 0 | 2 | 23 | 7  | +16 | 18 | Третій раунд та Кубок Азії            |  | —                          | 3:2     | 4:0      | 3:1     | 5:0       |
| 2   | В'єтнам   | 8 | 5 | 2 | 1 | 13 | 5  | +8  | 17 | Третій раунд та Кубок Азії            |  | 1:0                        | —       | 1:0      | 0:0     | 4:0       |
| 3   | Малайзія  | 8 | 4 | 0 | 4 | 10 | 12 | −2  | 12 | Третій раунд кваліфікації Кубку Азії  |  | 1:2                        | 1:2     | —        | 2:1     | 2:0       |
| 4   | Таїланд   | 8 | 2 | 3 | 3 | 9  | 9  | 0   | 9  | Третій раунд кваліфікації Кубку Азії  |  | 2:1                        | 0:0     | 0:1      | —       | 2:2       |
| 5   | Індонезія | 8 | 0 | 1 | 7 | 5  | 27 | −22 | 1  | Раунд плей-оф кваліфікації Кубку Азії |  | 0:5                        | 1:3     | 2:3      | 0:3     | —         |

| 5 вересня 2019 19:00 (UTC+7) |

| Таїланд | 0:0                            | В'єтнам |
| ------- | ------------------------------ | ------- |
|         | Протокол (ФІФА) Протокол (АФК) |         |

| Таммасат, Патхумтхані |

| 5 вересня 2019 19:30 (UTC+7) |

| Індонезія                 | 2:3                            | Малайзія                                          |
| ------------------------- | ------------------------------ | ------------------------------------------------- |
| - Beto Gonçalves 11', 38' | Протокол (ФІФА) Протокол (АФК) | - Mohamadou Sumareh 36', 90+6' - Syafiq Ahmad 65' |

| Гелора Бунг Карно, Джакарта |

| 10 вересня 2019 19:30 (UTC+7) |

| Індонезія | 0:3                            | Таїланд                                                        |
| --------- | ------------------------------ | -------------------------------------------------------------- |
|           | Протокол (ФІФА) Протокол (АФК) | - Supachok Sarachat 55', 71' - Theerathon Bunmathan 65' (пен.) |

| Гелора Бунг Карно, Джакарта |

| 10 вересня 2019 20:45 (UTC+8) |

| Малайзія          | 1:2                            | ОАЕ                     |
| ----------------- | ------------------------------ | ----------------------- |
| - Syafiq Ahmad 1' | Протокол (ФІФА) Протокол (АФК) | - Ali Mabkhout 43', 75' |

| Національний стадіон Букіт-Джаліл, Куала-Лумпур |

| 10 жовтня 2019 20:00 (UTC+7) |

| В'єтнам                | 1:0                            | Малайзія |
| ---------------------- | ------------------------------ | -------- |
| - Nguyễn Quang Hải 40' | Протокол (ФІФА) Протокол (АФК) |          |

| Національний стадіон Мій Дінь, Ханой |

| 10 жовтня 2019 20:00 (UTC+4) |

| ОАЕ                                                                          | 5:0                            | Індонезія |
| ---------------------------------------------------------------------------- | ------------------------------ | --------- |
| - Khalil Ibrahim 40' - Ali Mabkhout 51', 63' (пен.), 72' - Tareq Ahmed 90+3' | Протокол (ФІФА) Протокол (АФК) |           |

| Аль-Мактум, Дубай |

| 15 жовтня 2019 19:30 (UTC+8) |

| Індонезія           | 1:3                            | В'єтнам                                                            |
| ------------------- | ------------------------------ | ------------------------------------------------------------------ |
| - Irfan Bachdim 84' | Протокол (ФІФА) Протокол (АФК) | - Đỗ Duy Mạnh 26' - Quế Ngọc Hải 55' (пен.) - Nguyễn Tiến Linh 61' |

| Каптен I Ваян Діпта, Гианьяр |

| 15 жовтня 2019 19:00 (UTC+7) |

| Таїланд                                  | 2:1                            | ОАЕ                  |
| ---------------------------------------- | ------------------------------ | -------------------- |
| - Teerasil Dangda 26' - Ekanit Panya 51' | Протокол (ФІФА) Протокол (АФК) | - Ali Mabkhout 45+2' |

| Таммасат, Патхумтхані |

| 14 листопада 2019 20:45 (UTC+8) |

| Малайзія                                  | 2:1                            | Таїланд                   |
| ----------------------------------------- | ------------------------------ | ------------------------- |
| - Brendan Gan 26' - Mohamadou Sumareh 57' | Протокол (ФІФА) Протокол (АФК) | - Chanathip Songkrasin 7' |

| Національний стадіон Букіт-Джаліл, Куала-Лумпур |

| 14 листопада 2019 20:00 (UTC+7) |

| В'єтнам                | 1:0                            | ОАЕ |
| ---------------------- | ------------------------------ | --- |
| - Nguyễn Tiến Linh 44' | Протокол (ФІФА) Протокол (АФК) |     |

| Національний стадіон Мій Дінь, Ханой |

| 19 листопада 2019 20:45 (UTC+8) |

| Малайзія                | 2:0                            | Індонезія |
| ----------------------- | ------------------------------ | --------- |
| - Safawi Rasid 30', 73' | Протокол (ФІФА) Протокол (АФК) |           |

| Національний стадіон Букіт-Джаліл, Куала-Лумпур |

| 19 листопада 2019 20:00 (UTC+7) |

| В'єтнам | 0:0                            | Таїланд |
| ------- | ------------------------------ | ------- |
|         | Протокол (ФІФА) Протокол (АФК) |         |

| Національний стадіон Мій Дінь, Ханой |

| 3 червня 2021 21:45 (UTC+4) |

| Таїланд                      | 2:2                            | Індонезія                |
| ---------------------------- | ------------------------------ | ------------------------ |
| Веерватнодом 5' Краисорн 50' | Протокол (ФІФА) Протокол (АФК) | Кадек 39' Эван Димас 60' |

| Аль-Мактум Стєдіум, Дубаи, (ОАЕ) Арбітр: Шаблон:Флаг Бахрейна Аммар Махфудх |

| 3 червня 2021 21:45 (UTC+4) |

| ОАЕ                               | 4:0                            | Малайзія |
| --------------------------------- | ------------------------------ | -------- |
| Мабхут 18', 90+1' Лима 83', 90+2' | Протокол (ФІФА) Протокол (АФК) |          |

| Забиль Стадион, Дубай, (ОАЕ) Арбітр: Шаблон:Флаг Південна Кореи Кїм Дє Ёнг |

| 7 червня 2021 21:45 (UTC+4) |

| ОАЕ                           | 3:1                            | Таїланд     |
| ----------------------------- | ------------------------------ | ----------- |
| Кайо 14' Лима 33' Жумаа 90+4' | Протокол (ФІФА) Протокол (АФК) | Муеанта 54' |

| Забиль Стадион, Дубай, (ОАЕ) Арбітр: Рюдзи Сато |

| 7 червня 2021 21:45 (UTC+4) |

| В'єтнам                                                                      | 4:0                            | Індонезія |
| ---------------------------------------------------------------------------- | ------------------------------ | --------- |
| Нгуен Тієн Лін 51' Нгуен Куанг Хай 62' Нгуен Конг Фуонг 67' Ву Ван Тхайн 74' | Протокол (ФІФА) Протокол (АФК) |           |

| Аль-Мактум Стєдіум, Дубаи, (ОАЕ) Арбітр: Шаблон:Флаг Иордании Ахмед аль-Али |

| 11 червня 2021 21:45 (UTC+4) |

| Індонезія | 0:5                            | ОАЕ                                               |
| --------- | ------------------------------ | ------------------------------------------------- |
|           | Протокол (ФІФА) Протокол (АФК) | Мабхут 22', 49', пен.' Лима 28', 55' Тальябуэ 86' |

| Забиль Стадион, Дубай, (ОАЕ) Глядачів: 963 Арбітр: Шаблон:Флаг Саудовской Аравии Мохаммед аль-Хоиш |

| 11 червня 2021 21:45 (UTC+4) |

| Малайзія            | 1:2                            | В'єтнам                                   |
| ------------------- | ------------------------------ | ----------------------------------------- |
| Гильерме 72', пен.' | Протокол (ФІФА) Протокол (АФК) | Нгуен Тин Лин 27' Кве Нгок Хай 82' (пен.) |

| Аль-Мактум Стєдіум, Дубаи, (ОАЕ) Глядачів: 335 Арбітр: Рюдзи Сато |

| 15 червня 2021 21:45 (UTC+4) |

| ОАЕ                                    | 3:2                            | В'єтнам                                 |
| -------------------------------------- | ------------------------------ | --------------------------------------- |
| Салмин 32' Мабхут 40', пен.' Хамис 50' | Протокол (ФІФА) Протокол (АФК) | Нгуен Тієн Лін 85' Тран Мін Выонг 90+3' |

| Забиль Стадион, Дубай, (ОАЕ) Арбітр: Шаблон:Флаг Ирака Али аль-Кайси |

| 15 червня 2021 21:45 (UTC+4) |

| Таїланд | 0:1                            | Малайзія         |
| ------- | ------------------------------ | ---------------- |
|         | Протокол (ФІФА) Протокол (АФК) | Расид 52', пен.' |

| Аль-Мактум Стєдіум, Дубаи, (ОАЕ) Арбітр: Шаблон:Флаг Саудовской Аравии Мохаммед аль-Хоиш |

### Група H
| Поз | Команда            | І | В | Н | П | ГЗ | ГП | РГ  | О  | Кваліфікація                         |  | Південна Корея | Ліван | Туркменістан | Шрі-Ланка | Північна Корея |
| --- | ------------------ | - | - | - | - | -- | -- | --- | -- | ------------------------------------ |  | -------------- | ----- | ------------ | --------- | -------------- |
| 1   | Південна Корея     | 6 | 5 | 1 | 0 | 22 | 1  | +21 | 16 | Третій раунд та Кубок Азії           |  | —              | 2:1   | 5:0          | 8:0       | 7 чер          |
| 2   | Ліван              | 6 | 3 | 1 | 2 | 11 | 8  | +3  | 10 | Третій раунд та Кубок Азії           |  | 0:0            | —     | 2:1          | 3:2       | 0:0            |
| 3   | Туркменістан       | 6 | 3 | 0 | 3 | 8  | 11 | −3  | 9  | Третій раунд кваліфікації Кубку Азії |  | 0:2            | 3:2   | —            | 2:0       | 3:1            |
| 4   | Шрі-Ланка          | 6 | 0 | 0 | 6 | 2  | 23 | −21 | 0  | Третій раунд кваліфікації Кубку Азії |  | 0:5            | 0:3   | 0:2          | —         | 0:1            |
| 5   | Північна Корея (W) | 0 | 0 | 0 | 0 | 0  | 0  | 0   | 0  | Вийшла                               |  | 0:0            | 2:0   | 15 чер       | 3 чер     | —              |

| 5 вересня 2019 17:30 (UTC+9) |

| Північна Корея           | анульований (2:0)              | Ліван |
| ------------------------ | ------------------------------ | ----- |
| - Jong Il-gwan]] 7', 56' | Протокол (ФІФА) Протокол (АФК) |       |

| Стадіон імені Кім Ір Сена, Пхеньян |

| 5 вересня 2019 19:30 (UTC+5:30) |

| Шрі-Ланка | 0:2                            | Туркменістан                                    |
| --------- | ------------------------------ | ----------------------------------------------- |
|           | Протокол (ФІФА) Протокол (АФК) | - Wahyt Orazsähedow 8' - Arslanmyrat Amanow 53' |

| Іподром Коломбо, Коломбо |

| 10 вересня 2019 19:00 (UTC+5) |

| Туркменістан | 0:2                            | Південна Корея                        |
| ------------ | ------------------------------ | ------------------------------------- |
|              | Протокол (ФІФА) Протокол (АФК) | - Na Sang-ho 13' - Jung Woo-young 82' |

| Копетдаг, Ашгабат |

| 10 вересня 2019 19:30 (UTC+5:30) |

| Шрі-Ланка | анульований (0:1)              | Північна Корея      |
| --------- | ------------------------------ | ------------------- |
|           | Протокол (ФІФА) Протокол (АФК) | - Jang Kuk-chol 67' |

| Іподром Коломбо, Коломбо |

| 10 жовтня 2019 20:00 (UTC+9) |

| Південна Корея                                                                                                  | 8:0                            | Шрі-Ланка |
| --- | ------------------------------ | --------- |
| - Son Heung-min 10', 45+5' (пен.) - Kim Shin-wook 17', 30', 54', 64' - Hwang Hee-chan 20' - Kwon Chang-hoon 76' | Протокол (ФІФА) Протокол (АФК) |           |

| Хуасон, Хуасон |

| 10 жовтня 2019 19:00 (UTC+3) |

| Ліван                                 | 2:1                            | Туркменістан                 |
| ------------------------------------- | ------------------------------ | ---------------------------- |
| - Hilal El-Helwe 5' - Nader Matar 64' | Протокол (ФІФА) Протокол (АФК) | - Altymyrat Annadurdyýew 62' |

| Каміль Шамун Спортс Сіті, Бейрут |

| 15 жовтня 2019 17:30 (UTC+9) |

| Північна Корея | анульований (0:0)              | Південна Корея |
| -------------- | ------------------------------ | -------------- |
|                | Протокол (ФІФА) Протокол (АФК) |                |

| Стадіон імені Кім Ір Сена, Пхеньян |

| 15 жовтня 2019 19:30 (UTC+5:30) |

| Шрі-Ланка | 0:3                            | Ліван                                                        |
| --------- | ------------------------------ | ------------------------------------------------------------ |
|           | Протокол (ФІФА) Протокол (АФК) | - Hassan Maatouk 15' (пен.) - Hilal El-Helwe 38' (пен.), 81' |

| Іподром Коломбо, Коломбо |

| 14 листопада 2019 16:00 (UTC+5) |

| Туркменістан                                                        | анульований (3:1)              | Північна Корея         |
| ------------------------------------------------------------------- | ------------------------------ | ---------------------- |
| - Mihail Titow 23' - Arslanmyrat Amanow 73' - Wahyt Orazsähedow 88' | Протокол (ФІФА) Протокол (АФК) | - Han Kwang-song 90+3' |

| Копетдаг, Ашгабат |

| 14 листопада 2019 15:00 (UTC+2) |

| Ліван | 0:0                            | Південна Корея |
| ----- | ------------------------------ | -------------- |
|       | Протокол (ФІФА) Протокол (АФК) |                |

| Каміль Шамун Спортс Сіті, Бейрут |

| 19 листопада 2019 16:00 (UTC+5) |

| Туркменістан                                    | 2:0                            | Шрі-Ланка |
| ----------------------------------------------- | ------------------------------ | --------- |
| - Abdy Bäşimow 44' - Altymyrat Annadurdyýew 59' | Протокол (ФІФА) Протокол (АФК) |           |

| Копетдаг, Ашгабат |

| 19 листопада 2019 19:00 (UTC+2) |

| Ліван | анульований (0:0)              | Північна Корея |
| ----- | ------------------------------ | -------------- |
|       | Протокол (ФІФА) Протокол (АФК) |                |

| Каміль Шамун Спортс Сіті, Бейрут |

| [ прим 5 ] |

| Північна Корея | скасовано                      | Шрі-Ланка |
| -------------- | ------------------------------ | --------- |
|                | Протокол (ФІФА) Протокол (АФК) |           |

| (Південна Корея) |

| [ прим 5 ] |

| Південна Корея | скасовано                      | Північна Корея |
| -------------- | ------------------------------ | -------------- |
|                | Протокол (ФІФА) Протокол (АФК) |                |

| (Південна Корея) |

| 5 червня 2021 15:00 (UTC+9) |

| Ліван                      | 3 : 2                          | Шрі-Ланка            |
| -------------------------- | ------------------------------ | -------------------- |
| Оумари 11', 45+1' Кдух 17' | Протокол (ФІФА) Протокол (АФК) | Разик 9', 62' (пен.) |

| Коян стадіон, Коян, (Південна Корея) Арбітр: Шаблон:Флаг Иордании Ахмад Ибрагим |

| 5 червня 2021 20:00 (UTC+9) |

| Південна Корея                                                         | 5 : 0                          | Туркменістан |
| ---------------------------------------------------------------------- | ------------------------------ | ------------ |
| Хван Ыи-джо 9', 72' Нам Тхэ-хі 45+2' Кім Ён-гвон 56' Квон Чхан-хун 62' | Протокол (ФІФА) Протокол (АФК) |              |

| Коян стадіон, Коян, (Південна Корея) Глядачів: 3932 Арбітр: Шаблон:Флаг Саудовской Аравии Туркі аль-Кудхайр |

| 9 червня 2021 15:00 (UTC+9) |

| Туркменістан                                    | 3 : 2                          | Ліван          |
| ----------------------------------------------- | ------------------------------ | -------------- |
| Банаджанов 59' Аннакулиев 85' Аннадурдыев 90+1' | Протокол (ФІФА) Протокол (АФК) | Атайя 73' Саад |

| Коян стадіон, Коян, (Південна Корея) Глядачів: 52 Арбітр: Шаблон:Флаг Сирии Ханна Хаттаб |

| 9 червня 2021 20:00 (UTC+9) |

| Шрі-Ланка | 0 : 5                          | Південна Корея                                                                 |
| --------- | ------------------------------ | ------------------------------------------------------------------------------ |
|           | Протокол (ФІФА) Протокол (АФК) | Кім Сін Ук 14', 42' (пен.) Лі Донг Гёнг 22' Хван Хі Чхан 53' Чонг Санг Бін 77' |

| Коян стадіон, Коян, (Південна Корея) Глядачів: 4408 Арбітр: Шєнь Іньхао |

| 13 червня 2021 15:00 (UTC+9) |

| Південна Корея                        | 2 : 1                          | Ліван    |
| ------------------------------------- | ------------------------------ | -------- |
| Сон Мін Кю 51' Сон Хын Мін 65' (пен.) | Протокол (ФІФА) Протокол (АФК) | Саад 12' |

| Коян стадіон, Коян, (Південна Корея) Глядачів: 4061 Арбітр: Хаміс аль-Маррі |

| [ прим 5 ] |

| Північна Корея | скасовано                      | Туркменістан |
| -------------- | ------------------------------ | ------------ |
|                | Протокол (ФІФА) Протокол (АФК) |              |

| (Південна Корея) |

## Рейтинг других місць
Група H містить лише чотири команди порівняно з п’ятьма командами у всіх інших групах після відмови Північної Кореї від змагань. Отже, результати проти п’ятої команди не враховувались при визначенні рейтингу команд, які посідають друге місце.
| Поз | Груп | Команда     | І | В | Н | П | ГЗ | ГП | РГ  | О  | Кваліфікація                                            |
| --- | ---- | ----------- | - | - | - | - | -- | -- | --- | -- | ------------------------------------------------------- |
| 1   | A    | КНР         | 6 | 4 | 1 | 1 | 16 | 3  | +13 | 13 | Третій раунд кваліфікації Чемпіонат світу               |
| 2   | E    | Оман        | 6 | 4 | 0 | 2 | 9  | 5  | +4  | 12 | Третій раунд кваліфікації Чемпіонат світу та Кубок Азії |
| 3   | C    | Ірак        | 6 | 3 | 2 | 1 | 6  | 3  | +3  | 11 | Третій раунд кваліфікації Чемпіонат світу та Кубок Азії |
| 4   | G    | В'єтнам     | 6 | 3 | 2 | 1 | 6  | 4  | +2  | 11 | Третій раунд кваліфікації Чемпіонат світу та Кубок Азії |
| 5   | H    | Ліван       | 6 | 3 | 1 | 2 | 11 | 8  | +3  | 10 | Третій раунд кваліфікації Чемпіонат світу та Кубок Азії |
| 6   | F    | Таджикистан | 6 | 3 | 1 | 2 | 7  | 8  | −1  | 10 | Третій раунд кваліфікації Кубку Азії                    |
| 7   | D    | Узбекистан  | 6 | 3 | 0 | 3 | 12 | 9  | +3  | 9  | Третій раунд кваліфікації Кубку Азії                    |
| 8   | B    | Кувейт      | 6 | 2 | 2 | 2 | 8  | 6  | +2  | 8  | Третій раунд кваліфікації Кубку Азії                    |

## Рейтинг п'ятих місць
| Поз | Груп | Команда           | І | В | Н | П | ГЗ | ГП | РГ  | О | Кваліфікація                          |
| --- | ---- | ----------------- | - | - | - | - | -- | -- | --- | - | ------------------------------------- |
| 1   | F    | М'янма            | 8 | 2 | 0 | 6 | 6  | 35 | −29 | 6 | Третій раунд кваліфікації Кубку Азії  |
| 2   | D    | Ємен              | 8 | 1 | 2 | 5 | 6  | 18 | −12 | 5 | Третій раунд кваліфікації Кубку Азії  |
| 3   | E    | Бангладеш         | 8 | 0 | 2 | 6 | 3  | 19 | −16 | 2 | Третій раунд кваліфікації Кубку Азії  |
| 4   | G    | Індонезія         | 8 | 0 | 1 | 7 | 5  | 27 | −22 | 1 | Раунд плей-оф кваліфікації Кубку Азії |
| 5   | C    | Камбоджа          | 8 | 0 | 1 | 7 | 2  | 44 | −42 | 1 | Раунд плей-оф кваліфікації Кубку Азії |
| 6   | B    | Китайський Тайбей | 8 | 0 | 0 | 8 | 4  | 34 | −30 | 0 | Раунд плей-оф кваліфікації Кубку Азії |
| 7   | A    | Гуам              | 8 | 0 | 0 | 8 | 2  | 32 | −30 | 0 | Раунд плей-оф кваліфікації Кубку Азії |

## Позначки
1. ↑  Катар потрапили до Чемпіонату світу 2022 як господарі турніру та змагаються лише за путівку до Кубку Азії 2023.
2. ↑  Китай потрапили до Кубку Азії 2023 як господарі турніру та змагаються лише за путівку до Чемпіонату світу 2022.
3. 1 2 3 4  Сирія грає домашні матчі в Об'єднаних Арабських Еміратах з міркувань безпеки через громадянську війну в Сирії.[16]
4. ↑  Доманшій та виїзний матчі між Гуамом та Сирією були поміняні місцями, оскільки гравці Сирії не могли отримати візи вчасно.[17]
5. 1 2 3 4 5 6 7 8 9 10 11 12 13 14 15 16 17 18 19 20 21 22 23 24 25 26 27 28 29 30 31 32 33 34 35 36 37 38 39 40 41 42 43 44 45 46 47 48 49 50 51 52 53 54 55 56 57 58 59 60 61 62 63  ФІФА та АФК погодилися перенести частину матчів кваліфікації через пандемію COVID-19, але деякі матчі можуть відбутися за спільною згодою сторін, а також ФІФА та АФК.[9][10] 5 червня 2020, АФК підтвердили, що тур 7 та 8 переносяться на 8 та 13 жовтня відповідно, тур 9 та 10 — на 12 та 17 листопада.[11] 12 серпня АФК заявили, що більшість матчів кваліфікації, які мали відбутися в жовтні та листопаді 2020, було перенесено на 2021.[13]
6. 1 2 3 4  Домашні матчі Непалу проти Китайського Тайбею, Йорданії та Кувейту були поміняні місцями з відповідними матчіми на виїзді за проханням футбольної федерації Непалу за згодою суперників.[18] Єдиний стадіон Непалу, який відповідає стандартам змагання — Дасаратх Рангасала — було пошкодженно під час землетрусу у Непалі 2015 та не може бути відновленим вчасно.[19]
7. ↑  Після попереднього обміну домашніми матчами з іншими командами в групі через неможливість вчасно відремонтувати стадіон Дасаратх Рангасала у Катманду, Непал грали домішні матчі на стадіоні Чанглімітанг, Тхімпху (Бутан), оскільки АФК заявили, що Дасаратх Рангасала має погану інфраструктуру.[20]
8. 1 2  Після оцінки ситуації в Іраці та оцінки ризиків безпеки через протести у Іраці 2019, ФІФА та АФК попросили Футбольну асоціацію Іраку перемістити їх матч проти Бахрейну з Басра Спорт Сіті, Басра на нейтральне поле.[21] Пізніше АФК заявили, що матчі було перенесено на Міжнародний стадіон Амману, Амман (Йорданія).[22]
9. 1 2 3  Ємен грають домашні матчі у Бахрейні через громадянську війну в Ємені.[23]
10. 1 2 3  Афганістан грає домашні матчі у Таджикистані через війну в Афганістані.[24]
11. ↑  11 листопада 2020, ФІФА, разом з асоціаціями Бангладешу та Катару, одобрили проведення єдиного матчу у 2020, який зіграли 4 грудня.[14]